# Autorité organisatrice de transports
 (août 2013).
Si vous disposez d'ouvrages ou d'articles de référence ou si vous connaissez des sites web de qualité traitant du thème abordé ici, merci de compléter l'article en donnant les références utiles à sa vérifiabilité et en les liant à la section « Notes et références ».
Pour les articles homonymes, voir AOT.
En France, une autorité organisatrice de transports, habituellement abrégé en AOT, est une collectivité publique à laquelle la loi d'orientation pour les transports intérieurs no 82-1153 du 30 décembre 1982 dite Loti a confié la mission de définir la politique de desserte et la politique tarifaire des transports de voyageurs. En général, l'AOT confie la mission opérationnelle à une entité distincte, appelée opérateur ou opératrice de transports.

## Les différentes AOT en France

### Transports urbains (autobus, métros et tramways)
À l'échelle locale, les communes, ou plus souvent leurs regroupements, c'est-à-dire les communautés d'agglomération, communautés urbaines ou métropoles, sont autorités organisatrices de la mobilité (AOM), anciennement autorités organisatrices de transport urbain (AOTU).
Elles en assurent l'exploitation directe en régie ou bien la délèguent à des sociétés privées. Elles participent à l'équilibre financier des services grâce notamment au versement mobilité prélevé sur la masse salariale des entreprises situées dans le ressort territorial de l'autorité organisatrice de la mobilité.
À l'échelon inférieur, des autorités organisatrice dites de proximité commencent aussi à se mettre en place.

### Transports non urbains ou interurbains (autocars et trains régionaux)
Depuis le 7 août 2015 (loi NOTRe), les régions sont autorités organisatrices du transport scolaire. Elles ont toutefois la possibilité de confier (par délégation de compétence, ou par le biais d'une prestation) cette compétence au département, à une EPCI ou à des communes.
Depuis le 1er janvier 2017, les régions sont autorités organisatrices des transports (AOT) non urbains, dits « interurbains », (autocars) sur leur territoire (les départements géraient cette compétence jusqu'à 2017). Les régions sont également autorités organisatrices des transports ferroviaires régionaux comme les TER.

#### Exception en Île-de-France
L'organisation des transports en Île-de-France constitue une exception puisqu'elle est fixée par le décret du 14 novembre 1949 et non par la Loti qui ne s'y applique pas.
Île-de-France Mobilités (anciennement STIF) est l'actuelle autorité organisatrice de transport, urbains (AOM) et non urbains (AOT), en Île-de-France (métro de Paris, tramway d'Île-de-France, RER d'Île-de-France, Transilien et autobus d'Île-de-France).

#### Exception dans la métropole de Lyon et le département du Rhône
Le Syndicat mixte des transports pour le Rhône et l'agglomération lyonnaise (SYTRAL) est l'autorité organisatrice de la mobilité (AOM) sur le territoire de la métropole de Lyon, mais également autorité organisatrice de transports non urbains (AOT) au travers du réseau des cars du Rhône et de la liaison Rhônexpress,.
La région Auvergne-Rhône-Alpes, qui devrait être l'autorité organisatrice de transports non urbains (AOT) sur le département du Rhône, a adhéré au SYTRAL.

### Trains d'équilibre du territoire (TET)
Depuis la signature de la convention d'exploitation des trains d'équilibre du territoire du 13 décembre 2010, l'État agit désormais en tant qu’autorité organisatrice des TET (Trains d'Équilibre du Territoire). Cette autorité, placée au sein du ministère chargé des transports, a pour mission de suivre la bonne exécution de la convention d’exploitation des TET (en termes d’exécution du service, de respect du plan de transport, de rénovation du matériel roulant et de suivi budgétaire).

## Les Syndicats Mixtes
À l'intérieur des aires urbaines, la superposition des AOT (région pour les TER avant 2017, conseil général pour les autocars et une ou plusieurs intercommunalités avant 2017) à l'intérieur du même espace de vie créent des incohérences en matière de coordination des itinéraires, des fréquences et des tarifs.
La loi relative à la solidarité et au renouvellement urbains (S.R.U.) du 13 décembre 2000 a prévu un syndicat mixte spécifique comme outil privilégié de coopération entre autorités organisatrices de transports.
Cette organisation facilite la coordination des offres, l'organisation des correspondances, la création de pôles d'échanges, l'information des voyageurs, les études auprès des usagers, la mise en place des billets et des cartes utilisables sur l'ensemble des transports publics du territoire, etc.